# E-Reader
E-Reader är ett tillbehör till Game Boy Advance som kan läsa streckkoder tryckta på speciella kort. Tillbehöret ansluts till basenheten på samma sätt som vanliga spelkassetter. Kort som avläses med en E-Reader kan innehålla nya banor eller hela spel. Exempel på innehåll släppt på kort för användning tillsammans med en E-Reader.
- Nes-spel
- Nya banor eller power-ups till Super Mario Advance 4
- Föremål till spelet Animal Crossing
- Mini-spel, bl.a. en exklusiv version av Mario Party

Tillbehöret passar inte till Nintendo DS av fysiska skäl.